# Jean Brousse
Jean F. Brousse (...) è un ex schermidore francese, vincitore di una medaglia di bronzo ai campionati mondiali di scherma.